# Sciurotamias
Sciurotamias é um gênero de roedores da família Sciuridae.

## Espécies
- Sciurotamias davidianus (Milne-Edwards, 1867)
- Sciurotamias forresti (Thomas, 1922)